# Jednotné zemědělské družstvo
Jednotné zemědělské družstvo (JZD lub JRD, słow. Jednotné roľnícke družstvo) – czechosłowacki odpowiednik polskich rolniczych spółdzielni produkcyjnych. Tworzone przez komunistów kolektywne gospodarstwa od 1948 roku na przykładzie radzieckich kołchozów. Władze w Czechosłowacji zakazały tworzenia prywatnych gospodarstw.

## Historia
Po 1948 roku w Czechosłowacji, w ramach socjalistycznej polityki rolniczej, zaczęły powstawać JZD w celu stworzenia jak największych pól ornych. JZD wzorowały się na radzieckich kołchozach. Wielu rolników było zmuszanych do rezygnacji ze swego majątku pod różnymi formami przymusu. Powstanie JZD spowodowało też problemy ekologiczne: przez rozoranie miedz i innych powierzchni między mniejszymi polami zanikły naturalne schroniska zwierząt, nastąpił spadek ich liczby i sporo gatunków zostało zagrożonych, na co ujemny wpływ miała jeszcze chemizacja rolnictwa.

## Typy JZD
Z upływem czasu JZD zmieniały struktury. Istniały cztery typy:
1. Najstarszy typ. To tylko zrzeszenie rolników, którzy uprawiali swoje pola, które były zachowane w pierwotnym kształcie.
2. Powiększano tereny uprawne poprzez rozoranie miedzy. Produkcja zwierzęca była indywidualna.
3. Jednoczenie produkcji roślinnej i zwierzęcej.
4. Spółdzielnie przechodziły pod opiekę państwa i członkowie spółdzielni tracili prawo do wypłacania udziału z pól przez nich włożonych.

## Powstanie spółdzielni rolniczych
Powstawanie JZD miało trzy etapy. Pierwszy był dobrowolny, członkowie wspólnie uprawiali pola. Drugi etap łączył się ze zmianą struktury spółdzielni na trzeci i czwarty typ, co prowadziło do masowych wystąpień ze spółdzielni. Władze komunistyczne reagowały przymusowym skupem maszyn rolniczych, co miało uniemożliwić działalność rolników. Ostatni etap już był połączony z przymusową kolektywizacją gruntu.

## Po 1989 roku
Po upadku komunizmu JZD kontynuowane są pod nazwą „zemědělská družstva” (spółdzielnie rolnicze) lub zostały przekształcone w spółki, ewentualnie rozpadły się z powodu niegospodarnej działalności.